# بيت عباس (يريم)

تعديل مصدري - تعديل

بيت عباس هي إحدى قرى عزلة ارياب بمديرية يريم التابعة لمحافظة إب، بلغ تعداد سكانها 480 نسمة حسب تعداد اليمن لعام 2004.